# Produkt-σ-Algebra
Eine Produkt-σ-Algebra, auch Kolmogorowsche σ-Algebra genannt, ist ein Begriff aus der Maßtheorie, einem Teilgebiet der Mathematik. Produkt-σ-Algebren erlauben die Definition von Produktmaßen, die den intuitiven Volumenbegriff auf höherdimensionale Räume verallgemeinern.

## Definition
Gegeben sei eine Grundmenge, die das kartesische Produkt {\displaystyle \textstyle \Omega =\prod _{i\in I}\Omega _{i}} für eine nichtleere Indexmenge {\displaystyle I} sei. Jede der Mengen {\displaystyle \Omega _{i}} sei zudem mit einer σ-Algebra {\displaystyle {\mathcal {A}}_{i}} versehen. Die Produkt-σ-Algebra von {\displaystyle ({\mathcal {A}}_{i})_{i\in I}} (oder auch Kolmogorowsche σ-Algebra) ist dann definiert als
{\displaystyle \bigotimes _{i\in I}{\mathcal {A}}_{i}:=\sigma \left(\{\pi _{i}^{-1}(A_{i})\,|\,i\in I,\,A_{i}\in {\mathcal {A}}_{i}\}\right)},
wobei {\displaystyle \textstyle \pi _{i}\colon \Omega \rightarrow \Omega _{i}} die Projektion auf die {\displaystyle i}-te Komponente bezeichnet. Das Paar
{\displaystyle {\biggl (}\prod _{i\in I}\Omega _{i},\bigotimes _{i\in I}{\mathcal {A}}_{i}{\biggr )}}
bildet einen Messraum, der auch als messbares Produkt der Familie {\displaystyle ((\Omega _{i},{\mathcal {A}}_{i}))_{i\in I}} bezeichnet wird.

### Erläuterungen
Man nennt
{\displaystyle \pi _{i}^{*}({\mathcal {A}}_{i}):=\{\pi _{i}^{-1}(A_{i})\,|A_{i}\in {\mathcal {A}}_{i}\}=\left\{\left(\prod \limits _{j\in I\setminus \{i\}}\Omega _{j}\right)\times A_{i}\,|A_{i}\in {\mathcal {A}}_{i}\right\}}
auch Pullback-σ-Algebra.

## Notationskonventionen
Ist {\displaystyle I=\{1,2\}}, so schreibt man häufig auch {\displaystyle {\mathcal {A}}_{1}\otimes {\mathcal {A}}_{2}} statt {\displaystyle \textstyle \bigotimes _{i=1}^{2}{\mathcal {A}}_{i}}.
Ist {\displaystyle {\mathcal {A}}_{i}={\mathcal {A}}} für alle {\displaystyle i\in I}, so verwendet man teilweise auch die Notation {\displaystyle {\mathcal {A}}^{\otimes I}} für die entsprechende Produkt-σ-Algebra.
In der Maß- und Wahrscheinlichkeitstheorie wird die Produkt-σ-Algebra {\displaystyle {\mathcal {A}}_{1}\otimes {\mathcal {A}}_{2}} von einigen Autoren mit {\displaystyle {\mathcal {A}}_{1}\times {\mathcal {A}}_{2}} bezeichnet.

## Alternative Definitionen

### Mittels messbarer Funktionen
Die Produkt-σ-Algebra lässt sich auch als die kleinste σ-Algebra definieren, bezüglich derer die Projektionen auf die einzelnen Komponenten messbar sind. Da Messbarkeit nur auf einem Erzeuger {\displaystyle {\mathcal {E}}_{i}} der σ-Algebren {\displaystyle {\mathcal {A}}_{i}} überprüft werden muss, ergibt sich damit
{\displaystyle \bigotimes _{i\in I}{\mathcal {A}}_{i}=\sigma {\biggl (}\bigcup _{i\in I}\pi _{i}^{-1}({\mathcal {A}}_{i}){\biggr )}=\sigma {\biggl (}\bigcup _{i\in I}\pi _{i}^{-1}({\mathcal {E}}_{i}){\biggr )}}.
Damit ist die Produkt-σ-Algebra der {\displaystyle {\mathcal {A}}_{i}} die Initial-σ-Algebra {\displaystyle {\mathcal {I}}} der {\displaystyle \pi _{i}}:
{\displaystyle {\mathcal {I}}(\pi _{i},\,i\in I)=\bigotimes _{i\in I}{\mathcal {A}}_{i}}.

### Als Produkt von Familien
Fasst man zwei σ-Algebren {\displaystyle {\mathcal {A}}_{1},{\mathcal {A}}_{2}} als Mengenalgebren auf und bildet das Produkt dieser Algebren {\displaystyle {\mathcal {C}}:={\mathcal {A}}_{1}\boxtimes {\mathcal {A}}_{2}}, so ist {\displaystyle {\mathcal {C}}} wieder eine Algebra und ein Erzeuger der Produkt-σ-Algebra:
{\displaystyle {\mathcal {A}}_{1}\otimes {\mathcal {A}}_{2}=\sigma ({\mathcal {A}}_{1}\boxtimes {\mathcal {A}}_{2})}.
Man beachte, dass das Produkt zweier σ-Algebren {\displaystyle {\mathcal {A}}_{1}} und {\displaystyle {\mathcal {A}}_{2}} im Allgemeinen keine σ-Algebra ist. Jedoch ist {\displaystyle {\mathcal {A}}_{1}\times {\mathcal {A}}_{2}} ein Halbring und insbesondere {\displaystyle \cap }-stabil.
Für eine abzählbare (endliche oder abzählbar unendliche) Indexmenge {\displaystyle I} gilt 
{\displaystyle \bigotimes _{i\in I}{\mathcal {A}}_{i}=\sigma {\biggl (}\prod _{i\in I}^{\star }{\mathcal {A}}_{i}{\biggr )},}
wobei
{\displaystyle \prod _{i\in I}^{*}{\mathcal {A}}_{i}={\biggl \{}\prod _{i\in I}A_{i}\mid (A_{i})_{i\in I}\in \prod _{i\in I}{\mathcal {A}}_{i}{\biggr \}}}
aus kartesischen Produkten der Familie {\displaystyle ({\mathcal {A}}_{i})_{i\in I}} gebildet ist. Das gewöhnliche kartesische Produkt {\displaystyle \textstyle \prod _{i\in I}{\mathcal {A}}_{i}} der Mengensysteme enthält als Elemente Mengenfamilien {\displaystyle (A_{i})_{i\in I}} mit {\displaystyle A_{i}\in {\mathcal {A}}_{i}} für alle {\displaystyle i\in I}, während das Produkt {\displaystyle \textstyle \prod _{i\in I}^{*}{\mathcal {A}}_{i}} als Elemente kartesische Produkte {\displaystyle \textstyle \prod _{i\in I}A_{i}} mit {\displaystyle A_{i}\in {\mathcal {A}}_{i}} für alle {\displaystyle i\in I} enthält.

### Zylindermengen
Alternativ kann man für beliebige Indexmengen die Produkt-σ-Algebra auch als die von den Zylindermengen erzeugte σ-Algebra definieren. Dabei sind die Zylindermengen die Urbilder der Elemente einer σ-Algebra unter der kanonischen Projektion.

## Beispiele
- Seien {\displaystyle (\Omega _{1},{\mathcal {A}}_{1})=(\{K,Z\},\{\emptyset ,\{K\},\{Z\},\{K,Z\}\})} und {\displaystyle (\Omega _{2},{\mathcal {A}}_{2})=(\{a,b\},\{\emptyset ,\{a,b\}\})} zwei Messräume. Dann ist die dazugehörige Produkt-σ-Algebra:

{\displaystyle {\mathcal {A}}_{1}\otimes {\mathcal {A}}_{2}=\{\emptyset ,\{(K,a),(K,b)\},\{(Z,a),(Z,b)\},\{(K,b),(Z,b),(K,a),(Z,a)\}\}}
- Die Borelsche σ-Algebra auf {\displaystyle \mathbb {R} ^{n}} ist gleich der Produkt-σ-Algebra auf {\displaystyle ({\mathcal {B}}(\mathbb {R} ))_{i\in \{1,\dotsc ,n\}}}, es gilt folglich:

{\displaystyle {\mathcal {B}}(\mathbb {R} ^{n})=\bigotimes _{i=1}^{n}{\mathcal {B}}(\mathbb {R} )}
Sie ist die kleinste σ-Algebra, die alle Mengen der Art {\displaystyle \{A_{1}\times A_{2}\times \dots \times A_{n}\,|\,A_{i}\in {\mathcal {B}}(\mathbb {R} )\}} enthält.
- Warnung: Sei {\displaystyle (E_{i},\tau _{i})_{i\in I}} eine abzählbare Familie topologischer Räume, die das zweite Abzählbarkeitsaxiom nicht erfüllen, und {\displaystyle (E,\tau )} deren topologisches Produkt, dann gilt

{\displaystyle \bigotimes _{i\in I}{\mathcal {B}}(E_{i})\subset {\mathcal {B}}(E).}
Erfüllen sie jedoch das zweite Abzählbarkeitsaxiom, dann gilt
{\displaystyle \bigotimes _{i\in I}{\mathcal {B}}(E_{i})={\mathcal {B}}(E).}

## Anwendungen
Produkt-σ-Algebren sind die Grundlage für die Theorie der Produktmaße, die wiederum die Grundlage für den allgemeinen Satz von Fubini bilden.
Für die Stochastik sind Produkt-σ-Algebren von fundamentaler Bedeutung, um Aussagen über die Existenz von Produkt-Wahrscheinlichkeitsmaßen und Produkt-Wahrscheinlichkeitsräumen zu machen. Diese sind zum einen wichtig, um mehrstufige Zufallsexperimente zu beschreiben, und zum anderen grundlegend für die Theorie stochastischer Prozesse.